# Янардаг (конь)

Янардаг на государственном гербе Туркменистана

Янарда́г (туркм. Ýanardag) — личный конь первого президента Туркменистана Сапармурата Ниязова, породы ахалтеке. Часто фигурирует в газетных и журнальных статьях, является украшением национального герба Туркменистана.
Янардаг обладает неповторимым золотисто-буланым окрасом, присущей ахалтекинцам великолепной осанкой и грациозной походкой. Движения Янардага стремительны и легки, осёдланный, он легко срывается с места.

## Янардаг в политической жизни Туркменистана
В центральной части герба Туркменистана на голубом фоне красуется великолепный ахалтекинский конь необычной масти — его тело словно отливает золотом. Скакун, ставший теперь символом целой страны, родился в первую весну туркменской независимости, в 1991 году. С первых дней рождения жеребёнка коневодам стало ясно, что именитые родители — жеребец Ялкымлы (Лучезарный) и кобыла Дабаралы (Торжественная) произвели на свет редкое по красоте создание.
Традиция туркмен давать лошадям поэтические, возвышенные имена была соблюдена и в этот раз. Кроме того, было соблюдено и ещё одно условие, необходимое при даче имени жеребёнку. Его имя должно начинаться с той же буквы, что и имя отца, и содержать в себе начальную букву имени матери. Так в родословной одной из знаменитых линий ахалтекинцев появилось имя Янардаг (Пламенная гора), что, по мнению «крестных отцов», должно было символизировать светлое начало великого пути независимости и возрождения.
Янардаг рождён в известном хозяйстве «Ахал-юрт» у талантливого селекционера Гельды Кяризова, после триумфа в Москве он стал украшением конюшни президента.
В 2013 году было решено построить монумент со скульптурным изображением Янардага на пересечении улицы Нурмухамеда Андалиба и Копетдагского проспекта в Ашхабаде. Монумент был открыт 26 апреля 2014 года и представляет собой пирамидальный постамент с золотым изваянием коня. Конь изображён в летящем беге, рядом с фигурой Янардага — жеребёнок. Общая высота монумента составляет 37 метров. Общая площадь монумента — более 1,3 гектара.

## Награды
Был признан чемпионом на выставке-выводке ахалтекинских коней в 1998, 1999, 2000 годах в Ашхабаде. В 1999 году на Всемирной выставке ахалтекинских коней в Москве признан мировым чемпионом породы. На крупных призовых скачках удостаивался 2 раза приза «Алтын асыр», приза Государственного объединения «Туркменатлары», приза «Гелишикли», приза «Гордость Сердара». В возрасте от 2 до 9 лет Янардаг 31 раз принимал участие в скачках на Ашхабадском ипподроме, 26 раз занимал первые призовые места.

## Анализ родословной
Отец: 1084 Ялкымлы, гнедой жеребец, 1987 г. р. (974 Айгытлы, темно-гнедой,
1981 г. р. — 1879 Яланчы, гнедой, 1977 г. р.). Линия Факир-Пальвана.
Мать: 2158 Дабаралы, рыжая кобыла, 1981 г. р. (918 Сенагат — 1760 Джахан).
Линия Скака. Линия Факир-Пальвана. Родословную Янардага составляют знаменитые скакуны Солтангулы, Эверды-Телеке, Случай.